# Liptena septistrigata
Liptena septistrigata är en fjärilsart som beskrevs av Bethune-Baker 1903. Liptena septistrigata ingår i släktet Liptena och familjen juvelvingar. Inga underarter finns listade i Catalogue of Life.